# 奧古斯丁主義
奥古斯丁主义是奧古斯丁的哲学和神学体系，其后是其他思想家，特别是波愛修斯、坎特伯雷的安塞姆和聖文德思想家所发展的。   奥古斯丁最重要的作品包括“上帝之城”，“基督教徒的德”和“自白” 。
最初，奥古斯丁主义是与伯拉糾主義對立的。它在中世纪哲学很流行，直到托馬斯主義和經院哲學興起为止。 
柏拉图和普羅提諾在许多方面影响了奥古斯丁，他被认为是新柏拉图式主義的哲学家。奥古斯丁神义都有神圣的光照和无形教会，擁有著柏拉圖式的色彩。
教宗本笃十六世告誡：
聖奧古斯丁，這位富有熱情、信仰和最聰明的人，在牧業上孜孜不倦的人。一位偉大的聖徒和教會博士，通過傳聞甚而廣為人知，即使是那些忽略基督教或不熟悉基督教的人，也因為他在西方和整個世界的文化生活中留下了非常深刻的烙印。由於他的特殊重要性，聖奧古斯丁的影響廣泛。一方面可以說，所有拉丁基督教文學的道路都通向希波（今天的阿爾巴尼亞海岸的安納巴），那兒是主教從395年开始生活直到430年去世的地方。
另一方面，從這個羅馬非洲城市分支出來的還有許多後來的基督教和西方文化。

## 人文观
“奥古斯丁认为人类是一个紧凑的集体，是一个集体，对人类的团结与团结负责。在其所有的逻辑后果，开展他的系统，他献出了以下刚性命题作为他的学说：“由于所有的男人都犯了原罪亚当，由于这种遗传性罪恶和罪恶感，他们接受天主的谴责。  
根据奥古斯丁的观点，即使是世界和有形的实体，作为神圣之爱的果实，也具有其价值和意义，而一些柏拉图主义者则倾向于贬低它们。 试图将历史和尘世的存在置于天上的视野中，即使邪恶也以某种方式找到了解释，但这种尝试始终是其哲学关注的中心。

## 伦理
这些是奥古斯丁最重要的价值。 
1. 爱
2. 内部性
3. 谦逊
4. 热爱学习和追求智慧
5. 自由
6. 社区
7. 共同利益
8. 谦虚而慷慨的服务
9. 友谊
10. 祷告

### 元伦理学
奥古斯丁提出了神圣命令理论。這个理论提出了一个行动是否合符道德当于由天主的旨意決定。奥古斯丁的理论始于把伦理学定義為追求最高的善，他相信这种追求能夠带来人类最高的幸福。由於上帝是「至善」，因此人類應當首先爱天主，然后才能使他们正确地爱那些值得被爱的事物。奥古斯丁的伦理学提出，爱天主的行为使人类能够正确分辨自己的爱，从而带来人类的幸福和成就。 

### 正义战争
正义战争理論是通过一系列标准确保战争合符道德的学说，要使战争被认为是公正的，必须满足所有这些条件。基于罗马书13：4（页面存档备份，存于）奥古斯丁声称，尽管个人不应该立即诉诸暴力，但天主还是有充分理由把剑交给了政府。奥古斯丁认为，基督徒作为政府的一部分，不必为维护和平和惩罚邪恶而感到羞耻，因为他们被强迫这样做。奥古斯丁断言这是个人的哲学立场：“这里需要的不是身体上的动作，而是内向的性格，美德的神圣宝座是心。”  

### 幸福
奥古斯丁的伦理学是有關古代幸福的伦理学， 但他把幸福归于来世，并指责古代伦理学家说：「他们的傲慢信念是由于对人类堕落状况的无知，他们通过哲学努力可以在今生获得幸福。」由此證明，他认为幸福是所有人类追求的最终目标。  对于奥古斯丁，幸福生活是來自自然界中，人类可以实现一个人不会违反自己的意愿而失败。

## 认识论
奥古斯丁强调了天主的啟示在我们思想中的作用，他说：“思想需要被神聖的光所启发，以便它能够探索真理，因为思想本身并不是真理的本质。主啊，你要点亮我的灯。” 
对于奥古斯丁而言，天主并没有给我们某些信息，而是使我们对自己获得信息的真相有深刻的了解。
如果我们俩都看到您说的是真的，而我们俩都看到我说的是真的，那么我们在哪里看到呢？不是我在你里面，也不是你在我里面，而是我们两个都在我们心中不可改变的真理中。 
托马斯·阿奎那批评神圣的啟示，否认在我們一生中都以神圣的思想作为思想的对象，并且啟示本身就没有經驗證據。阿奎那也否认神聖啟示对人类思想的影響，他認為人们具有足够的思考能力，而无需“在自然啟示中增加新的啟示”。 

## 人类学

### 灵魂
圣奥古斯丁是最早的基督教古拉丁人类学作家之一。奥古斯丁将人视为灵魂和身体完美的统一。 从人类学的角度来看，他比亚里士多德更接近柏拉图的學說。  在他晚期時，發表了论文《论死者的关怀》，他坚持人类的本质就是個人：
In no wise are the bodies themselves to be spurned. (...) For these pertain not to ornament or aid which is applied from without, but to the very nature of man.
奥古斯丁喜欢以婚姻來比喻身心统一。卡罗·图阿、康妮·图阿更說：「你的身体就是你的妻子。」  根据N. Blasquez的说法，圣奥古斯丁对二元论的看法并没有影響他把身体和灵魂的统一视为物质本身，  而是跟随了古代哲学家把人定义为理性的凡人动物。  

### 原罪

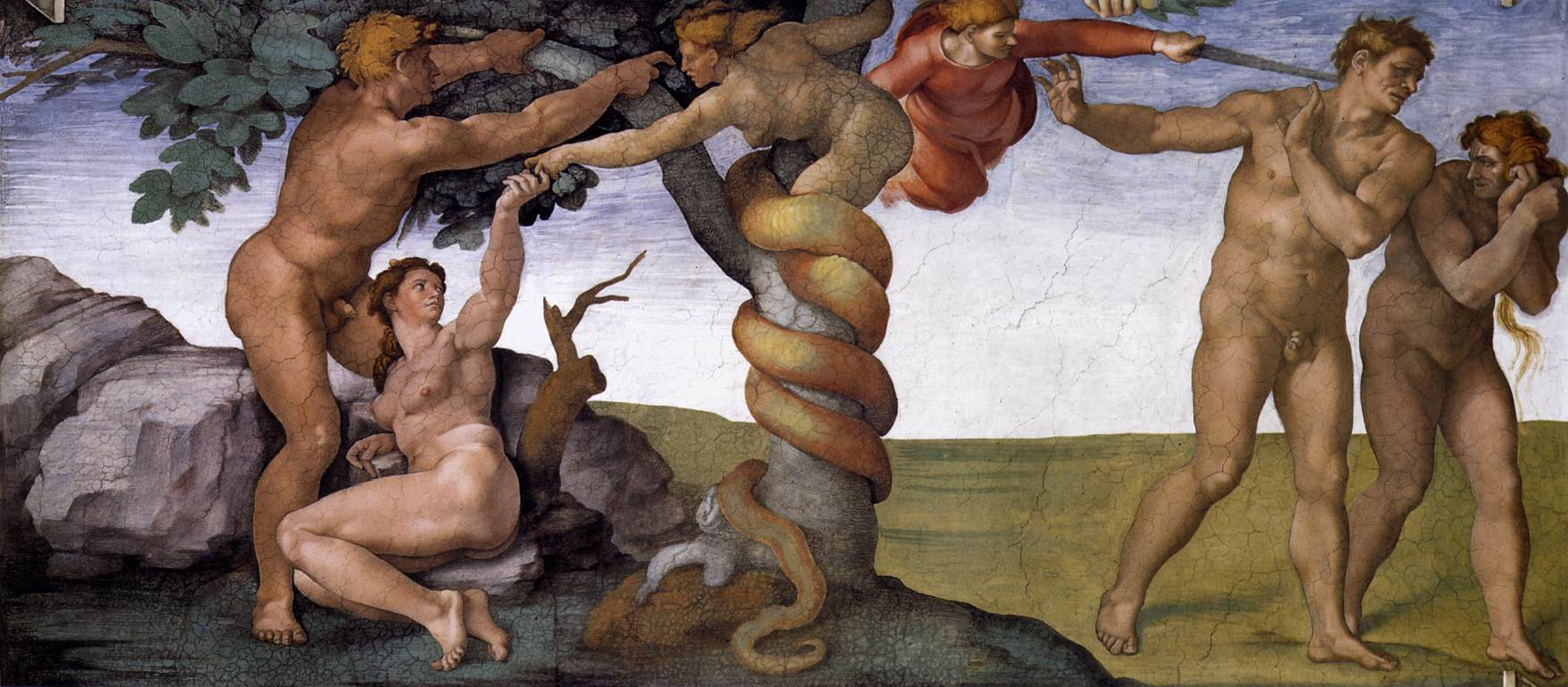
米开朗基罗亚当和夏娃从罪中的画西斯廷教堂天花板

奥古斯丁認為，原罪是通过自卑而传播的，并削弱了意志的自由，但没有破坏它。对于奥古斯丁来说，亚当的罪是因為自卑和“有害的欲望”而形成的，导致人类变成了群众性的堕落者。尽管自由没有被消灭，但已經大大削弱了自由意志。亚当有了原罪後，人性从此改变。亚当和夏娃通过有性生殖，重建了人性。他们的后代现在生活在罪恶中，以纯朴的形式生活，这是奥古斯丁的形而上学論說，而不是心理學上的意义。 奥古斯丁坚持认为，自满是一种劣质，是對善良的一种创伤。 他承认世界有天堂，完美的人性可能已经存在于天堂之中。直到后来，由于第一对夫妇不服从天主的旨意，它才变得对人类的意志不服从。 在奥古斯丁看来，当亚当犯罪时，全人类确实存在于亚当，因此所有人都犯罪了。根据奥古斯丁的说法，原始的罪恶包括全人类继承的亚当的罪恶感。贾斯托·冈萨雷斯解释了奥古斯丁的教义，即人类完全堕落時，恩典便不可抗拒。它能导致悔改，并产生一次得救永遠得救。 
奥古斯丁对原始罪恶的后果和赎回恩典的必要性的理解是在与伯拉糾和伯拉糾主義门徒色勒斯丟及埃克拉努姆的朱利安的斗争中发展的，后者受到了叙利亚的Rufinus的启发， 並成為Mofusuestia的西奥多的门徒。 他们拒绝原罪伤害了人的意志和思想，坚持认为天主創造了人的時候，本性被赋予了行动、说话和思考的能力。人性不会丧失行善的道德能力，但一个人可以自由採取正義或不正义的方式行动。 Pelagius举了一个眼睛的例子：他们有视力的能力，但是一个人可以善良或不善地使用它。 
天主教會接受奥古斯丁教导的原罪学说。

### 預定論
奧古斯丁認為，天主創造萬物，同時維護人類自由。 

### 神学与自由意志
罪惡問題在於如何解釋全能、全善和全知的天主如何调和罪恶的存在。  
奥古斯丁就其对苦难的反应提出了一些关键构想。在《懺悔录》中，奥古斯丁写道，他以前的作品主要是唯物主义，阅读柏拉图的著作使他能够考虑存在非物質理論。这有助于他从神学的角度对罪恶问题作出回应。
奥古斯丁提议，罪恶不存在于天主之内，也不是天主创造的，而是天主创造的副产品。 他拒绝了罪恶本身存在的观念，而是提出罪恶是擺脫了善，是对自然的破坏。 他写道：“罪恶没有本性。但是，喪失了善良就被称为罪恶。” 奥古斯丁认为，道德和自然罪恶都會发生，这是由于自由意志對罪恶的使用，这可以追溯到亚当與夏娃的原罪。 他认为，存在于灵魂中的这种罪恶意志，是天主赋予人类的意志的败坏，使人类的罪孽遭受了公正的惩罚。 因为奥古斯丁认为全人类都“半裸地出现在亚当的腰上”，所以他认为全人类都继承了亚当的罪恶和应得的惩罚。 然而，尽管奥古斯丁相信自由意志可以转化为罪恶，但奥古斯丁坚持认为，拥有自由意志对人类至关重要，因为如果没有自由意志，人們就无法生活得很好。他认为罪恶可能来自人类，因为尽管人类没有邪恶，但他们也不是完全善良，因此有可能被腐败。 

## 奥古斯丁主義哲学家
- 波愛修斯
- 塞维利亚伊西多尔
- 尼古拉·马勒伯朗士
- 坎特伯雷安塞尔姆
- 罗马的吉尔斯
- 里米尼的格雷戈里
- 约翰·斯科特斯·埃瑞格纳
- 聖文德
- 约翰·亨利·纽曼[61]
- 教宗本笃十六世[62]
- 雷内·笛卡尔[63]

## 參看
- 哲學
- 神學
- 宗教
- 奧古斯丁